# Californium(III)-oxichlorid
Californium(III)-oxichlorid (CfOCl) ist eine chemische Verbindung des Californiums.

## Darstellung und Eigenschaften
Californium(III)-oxichlorid kann durch Hydrolyse des Hydrats von Californium(III)-chlorid (CfCl3) bei 280–320 °C dargestellt werden. Es besitzt eine tetragonale Struktur (PbFCl-Typ) mit a = 395,6 ± 0,2 pm und c = 666,2 ± 0,9 pm.
Die Lösungsenthalpie von CfOCl in 1,022 M Salzsäure (HCl) wurde kalorimetrisch gemessen, gemäß der Gleichung: CfOCl(cr) + 2 HCl(sln) → CfCl3 (sln) + H2O(sln). Die Standardbildungsenthalpie (ΔfH0) bei 298 K wurde auf −920 ± 7 kJ·mol−1 berechnet.